# Домашняя бухгалтерия
Домашняя бухгалтерия — компьютерная программа для учёта личных финансов, разработанная Павлом Козловским и выпускаемая компанией Keepsoft. Первая версия программы для Microsoft Windows вышла в 1998 году, c 2008 по 2011 выпускалась версия для Windows Mobile, а в 2012 и 2013 были выпущены версии для Android и iOS.

## История и награды
В интервью интернет-изданию Softkey Павел Козловский рассказывал, что первую версию «Домашней бухгалтерии» для Microsoft Windows разработал в 1998 году для собственных нужд, а после выложил в сеть для всеобщего использования.

Программа развивалась, и в 2008 году появилась версия для карманных персональных компьютеров под управлением Windows Mobile, а в 2012 году вышла первая версия приложения для Android, в 2013 — для iOS.
За многолетнюю историю программа стала лауреатом множества отраслевых наград: с 2008 по 2011 год программа получала звание «Софт года» от совместного проекта компаний Softline и Mail.Ru Софт@Mail.Ru

; в 2010 и 2015 годах — звание «Лучшее программное обеспечение» от российской версии журнала PC Magazine

. В 2013 году отдельной наградой PC Magazine/Russian Edition было отмечено мобильное приложение для iPhone
.
В начале 2017 года автор программы дал интервью PC Magazine/Russian Edition с прогнозом развития рынка ПО для учёта личных финансов и ведения семейного бюджета
.

## Возможности программы
Разработчик позиционирует программу как решение для учёта личных финансов, ведения семейного бюджета и бухгалтерского учёта в малом бизнесе. Программа поддерживает работу с несколькими счетами, планирование бюджета, учёт и систематизацию доходов и расходов, работу с долговыми обязательствами (включая погашение долгов частями, расчёт процентов и напоминание о платежах), поддерживает конвертацию валюты (автоматически обновляя через интернет) и импорт данных из XLS, CSV (поддерживаемых интернет-банками) и QIF (совместимым с другими программами для управления личными финансами)

.
Программа умеет формировать отчёты и диаграммы, выводить данные на печать, экспортировать информацию в .xls и .xlsx, .doc, .rtf, .mdb, .xml, .html,.txt, .pdf, .odt и другие форматы. Возможна работа нескольких пользователей (учётные записи и информация защищаются паролем), синхронизация базы данных между несколькими компьютерами, синхронизация информации между настольной версией и мобильными приложениями.
Программа представлена платными расширенными версиями и бесплатными lite-версиями для Microsoft Windows, Android и iOS. Ряд функций — экспорт и импорт данных, возможности учёта долговых обязательств (взятых кредитов и выданных долгов), автоматическое обновление курсов валют и другие — в бесплатной версии ограничены. Также существует портативная Windows-версия программы, работающая без установки на компьютер пользователя.
В январе 2020 года выпущена 7-я версия приложения для Android, обеспечивающая обратную совместимость и полноценную синхронизацию с функциональностью версии для Windows
.
В ноябре 2020 года выпущена 7-я версия приложения для iPhone и iPad, обеспечивающая обратную совместимость и полноценную синхронизацию с функциональностью версии для Windows, а также, по утверждению разработчиков, совместимость с iOS версий 9 и выше, включая iOS 14
.

## Дополнительные материалы
- Учёт и планирование личных финансов. — Участие Павла Козловского в телевизионной передаче "Формула событий" телеканала "Подмосковье", посвящённой учёту и планированию личных финансов.
- Сказ о тридцати серебрянниках и о «Домашней бухгалтерии». — Интервью с Павлом Козловским, основателем «Домашней бухгалтерии». Дата обращения: 15 марта 2011. Архивировано из оригинала 16 апреля 2012 года.
- Продажа программ независимых разработчиков через Интернет. — Участие Павла Козловского в передаче интернет-телеканала SLTV. Архивировано 12 мая 2012 года.